# وست هارتفورد
وست هارتفورد (به انگلیسی: West Hartford) یک شهر در ایالات متحده آمریکا است که در کنتیکت واقع شده‌است. وست هارتفورد ۵۷٫۷ کیلومتر مربع مساحت و ۶۳٬۲۶۸ نفر جمعیت دارد و ۵۰ متر بالاتر از سطح دریا واقع شده‌است.

## خواهرخوانده
شهر حیفا خواهرخواندهٔ وست هارتفورد هست.